# Pashmina

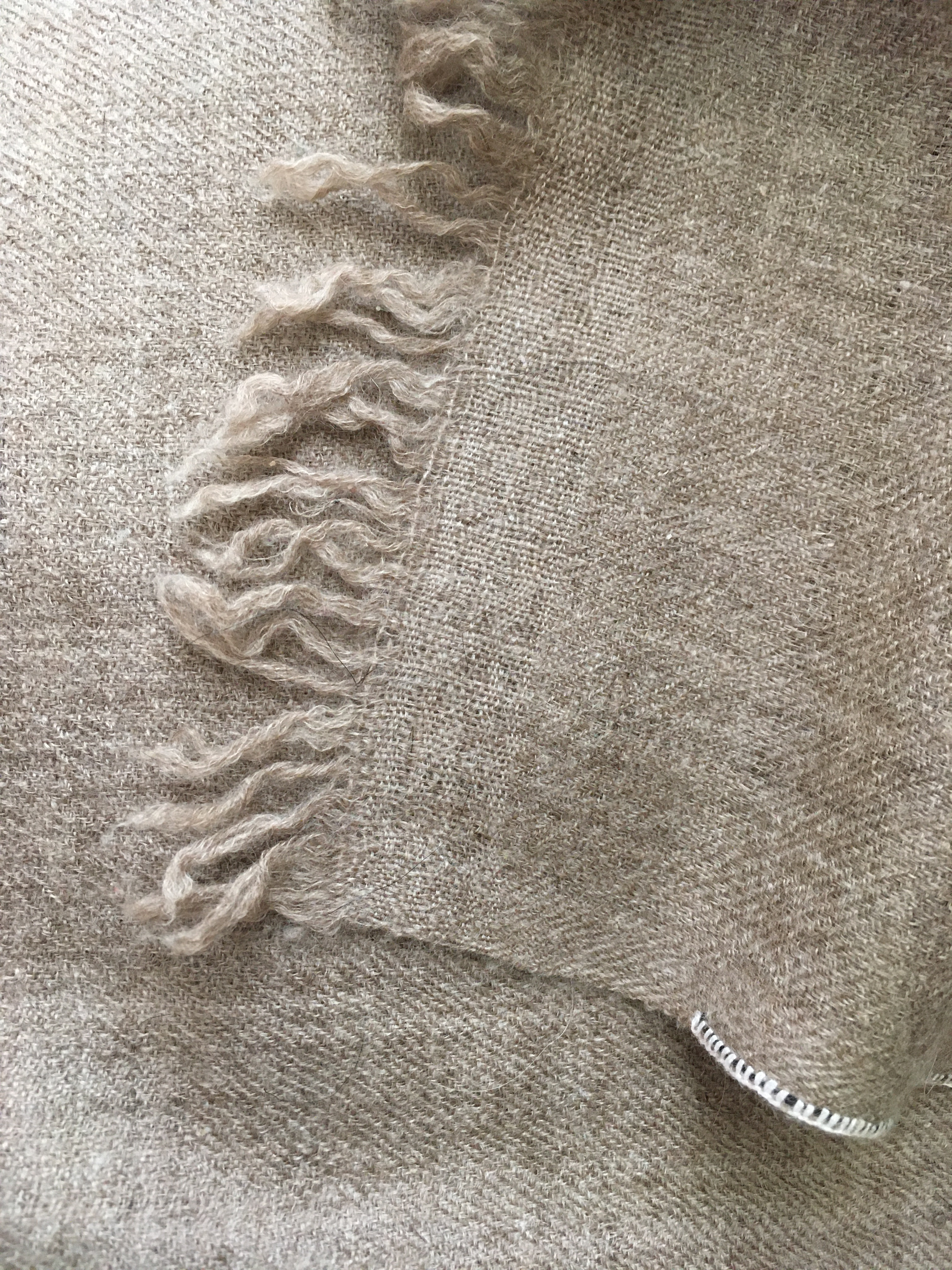
Xale de pashmina tecido à mão em Serinagar, Caxemira

Pashmina (do persa: پشمینه,; romaniz.: pašmina, "feito de lã" ou "ouro macio" traduzido literalmente do caxemiriano) é um tipo de tecido de lã. O uso do termo "pashmina" no Ocidente vem sendo empregado de forma errônea a qualquer xaile, ou echarpe, mas trata-se do tipo de tecido. A lã vem principalmente de 4 raças de cabras da família Changthangi são elas: malra de Cargil do Ladaque, chegu do Himachal Pradexe, no norte da Índia e chyangara do Nepal. A lã caxemira para a produção da pashmina tem 12 a 16 mícrones diâmetro, sendo considerada uma das fibras mais finas e macias do mundo.

## História
Não há um consenso comum entre historiadores e pesquisadores a respeito do início da confecção e utilização da pashmina no vestuário. Textos afegãos retratam vestimentas semelhantes que datam do século III d.C., contudo foi no século XV, no reinado do sultão de Caxemira Zainul Abidin, o Grande (r. 1418–1470) que se instituiu um regime de inclusão das artes e do artesanato, investindo não somente em mão de obra local como importando especialistas e artesãos habilidosos de várias partes do Oriente como da Pérsia e Ásia Central, trazendo assim novas culturas e novas técnicas para tecelagem.
Durante séculos as pashminas foram exportadas e comercializadas em todo o Oriente, contudo entre os séculos XVII e XVIII holandeses, ingleses e portugueses dominaram as rotas comerciais marítimas ocasionando na queda das exportações e do consumo das pashminas em todo o mundo. 
Sua história na Europa inicia-se no século XVII quando oficiais da Companhia Britânica das Índias Orientais trouxeram consigo produtos de teares caxemiris. Logo seus valores cresceram exorbitantemente em toda a Europa chegando a custar ‎300 libra esterlinas o que aos dias atuais ultrapassam ‎20 000 libras]. Os altos valores fomentaram a confecção do Jacquard, uma tentativa de cópia das tradicionais pashminas, utilizando-se de lã com misturas de seda e casimira em teares mecanizados. A indústria do Jacquard foi eternizada na cidade de Paisley na Escócia, onde adotou-se o nome da cidade ao símbolo emblemático da cultura hindu-árabe.
Já no século XIX altos impostos e a corrupção entre os pandits (alta casta hindu), assim como a indústria mecanizada Inglesa, proporcionaram uma queda mais de 50% em valores comerciais e transações relacionadas as atividades têxteis e em especial a pashmina. Nos dias de hoje apenas algumas empresas no mundo trabalham com as Verdadeiras pashminas da Caxemira.

## Confecção
A confecção das pashminas na Caxemira ainda prezam pela qualidade e a tradição, com estes sendo produtos com alto valor no mercado, e também um longo processo de fabricação. 

### Coleta da lã
As cabras da raça Saanen (Capra Hircus) são criadas em altitudes acima de 4 000 m nos desertos da cordilheira do Himalaia em temperaturas que podem chegar até -40 ºC, os pastores retiram a lã de 1 a 2 vezes ao ano. Uma cabra pode proporcionar até 200g de cashmere a cada tosqueio.

### Separando a lã
Após coletada o artesão realiza a separação das lãs distinguindo suas qualidades e cores.

### Produzindo o fio (fiar)
As lãs após separadas vão à artesãos especiais para a produção do fio em um processo chamado fiar da lã. Esse processo consiste em pegar uma amostra da lã e passá-la na roca produzindo assim um fino fio de cashmere.

### Produção do novelo
A produção do novelo é realizada ao coletar o fio enrolado e esticá-lo novamente em tamanhos pré-definidos, onde após o corte, possam produzir o novelo no tamanho exato para o seu tingimento.

### Tingimento
O tingimento é realizado através do cozimento do novelo em água colorida com corantes naturais e assim que tingidos postos para cercar em varais.
- Vermelho: adquirida através do inseto cochonilha, do qual é extraída a cor carmim
- Azul: vem da planta Índigo
- Amarelo: através do açafrão
- Laranja: adquirida pelas pétalas e sementes da planta Rhamnus alaternus

### Tecendo a pashmina

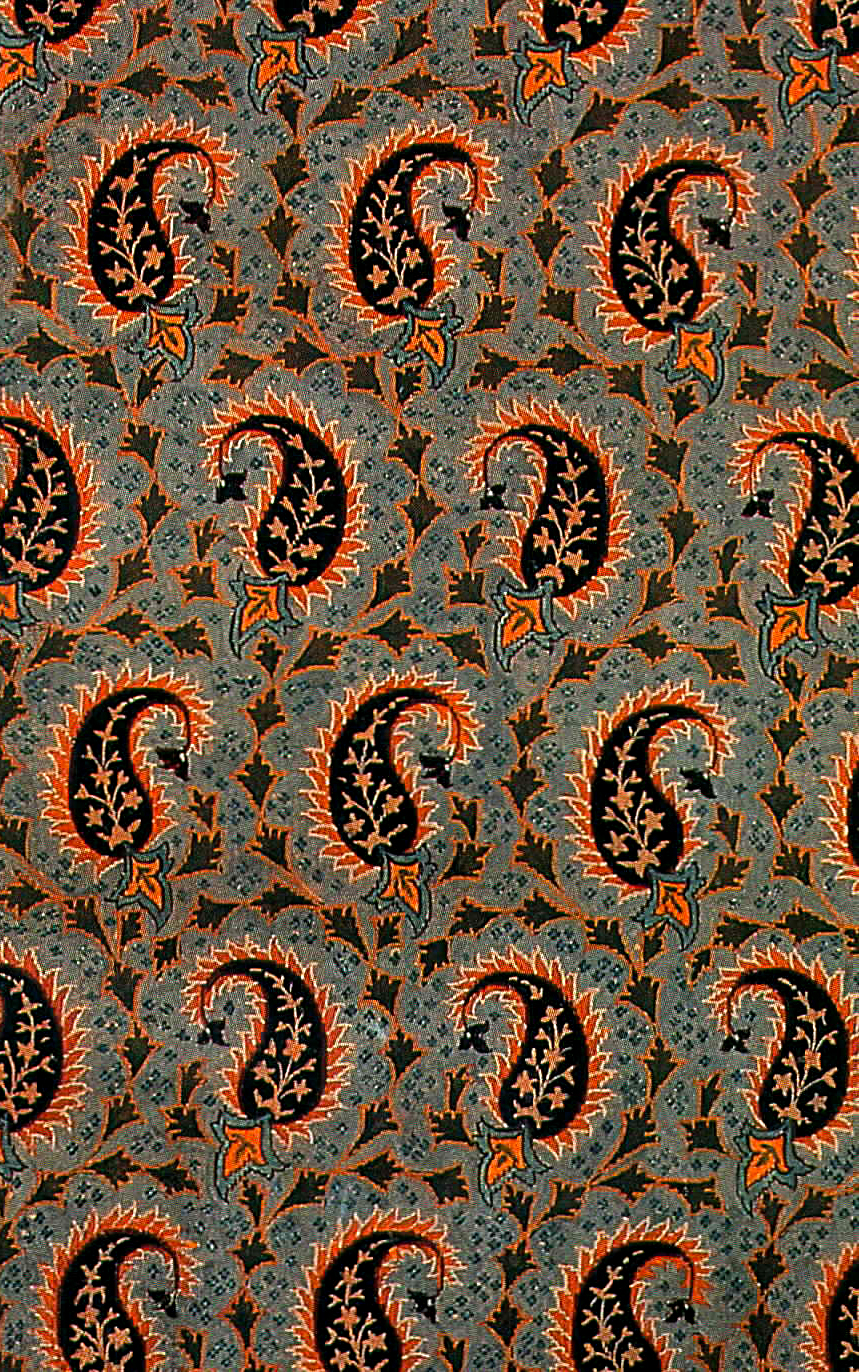
Paisleys

Apesar das várias técnicas as mais conhecidas são a do tear horizontal e Kani. O tear manual manual horizontal é operado por habilidosos artesãos que com as mãos e pés não tecendo os fios gerando uma malha uniforme ou até mesmo com desenhos em sua trama. A técnica de Kani (do caxemiriano: "palitos de madeira") é uma das técnicas mais complexas e nobres para a produção de pashminas. Fios são esticados no tear, enquanto o artesão, através de pequenos palitos com fios de cashmere coloridos, tece desenhos impressionantes.

## Desenhos e acabamentos
As pashminas podem ser lisas, com trabalhos em suas tramas ou possuírem desenhos com motivos específicos assim como bordado com agulha em seda.

### Bordado
As pashminas bordadas seguem as tradições datadas do século XIX, onde o artesão demarca com carimbos e carvão os desenhos a serem posteriormente bordados com agulhas de costura e fios de seda.

### Desenhos, formas e motivos
Os desenhos e motivos bordados e confeccionados nas pashminas advém de uma combinação de culturas Árabes e Hindus. Flores e ramos encontrados em Caxemira, Pérsia e na Ásia Central são os motivos preferidos entre os artesãos.

#### Paisleys
Um dos motivos mais utilizados são os Paisleys (em português: caxemiras), com bases arredondadas e pontas finas e curvas, os paisleys são representações de ciprestes encontrados na região da Pérsia onde seu cume extremamente fino em relação a sua base cai e curva-se. Seu nome foi batizado pela cidade de Paisley na Escócia, onde até hoje produz Jacquards e difundiu o desenho em toda a Europa e no mundo.

## Produto pashmina
As pashminas podem ser encontradas de várias formas, cores e trabalhos como xales, echarpes, estolas e cachecóis de variados tamanhos e formas.